# Citroenverbena
Citroenverbena (Aloysia citrodora, synoniemen: Verbena citrodora, Lippia citrodora en Aloysia triphylla) is een kruid uit de ijzerhardfamilie. Het wordt onder andere gebruikt voor kruidenthee, en wordt dan meestal aangeduid met de Franse naam verveine.

## Geur
De plant heeft een sterke citroengeur die afkomstig is van een etherische olie die bestaat uit meer dan 65 componenten. Hoofdbestanddelen zijn geranial, neral, 6-methyl-5-hepteen-2-on, 1,8-cineol, limoneen, bèta-caryofylleen en caryofylleenoxide; de samenstelling van de etherische olie kan sterk verschillen, afhankelijk van de regio waar de plant groeit. De twee belangrijkste stoffen die de geur van de citroenverbena bepalen, zijn geranial en neral. Deze stoffen zitten ook in het aroma van citroen, sinaasappel en citroengras.
De etherische olie van verbena en derivaten daarvan mogen volgens Europese regelgeving uit 2009 alleen gebruikt worden als geurstof, met een concentratie van 0,2 %. De stof was al sinds 2004 niet toegestaan voor gebruik in cosmetische producten. De reden is dat de stof foto-toxisch is als deze op de huid gebruikt wordt. Later werd besloten dat de stof toelaatbaar was, mits met een concentratie van maximaal 0,2 %.

## Groeivorm
Citroenverbena is in zijn natuurlijke habitat een meerjarige struik of subheester. Deze halfheester is afkomstig uit Chili en Peru en geldt in Nederland als matig winterhard. De struik kan 2–3 meter hoog worden. De puntige bladeren zijn tot 8 centimeter lang. Zij voelen enigszins ruw aan en geven een sterke citroengeur af als ze gekneusd worden (reden voor de soortaanduiding citrodora, hetgeen citroengeur betekent). 

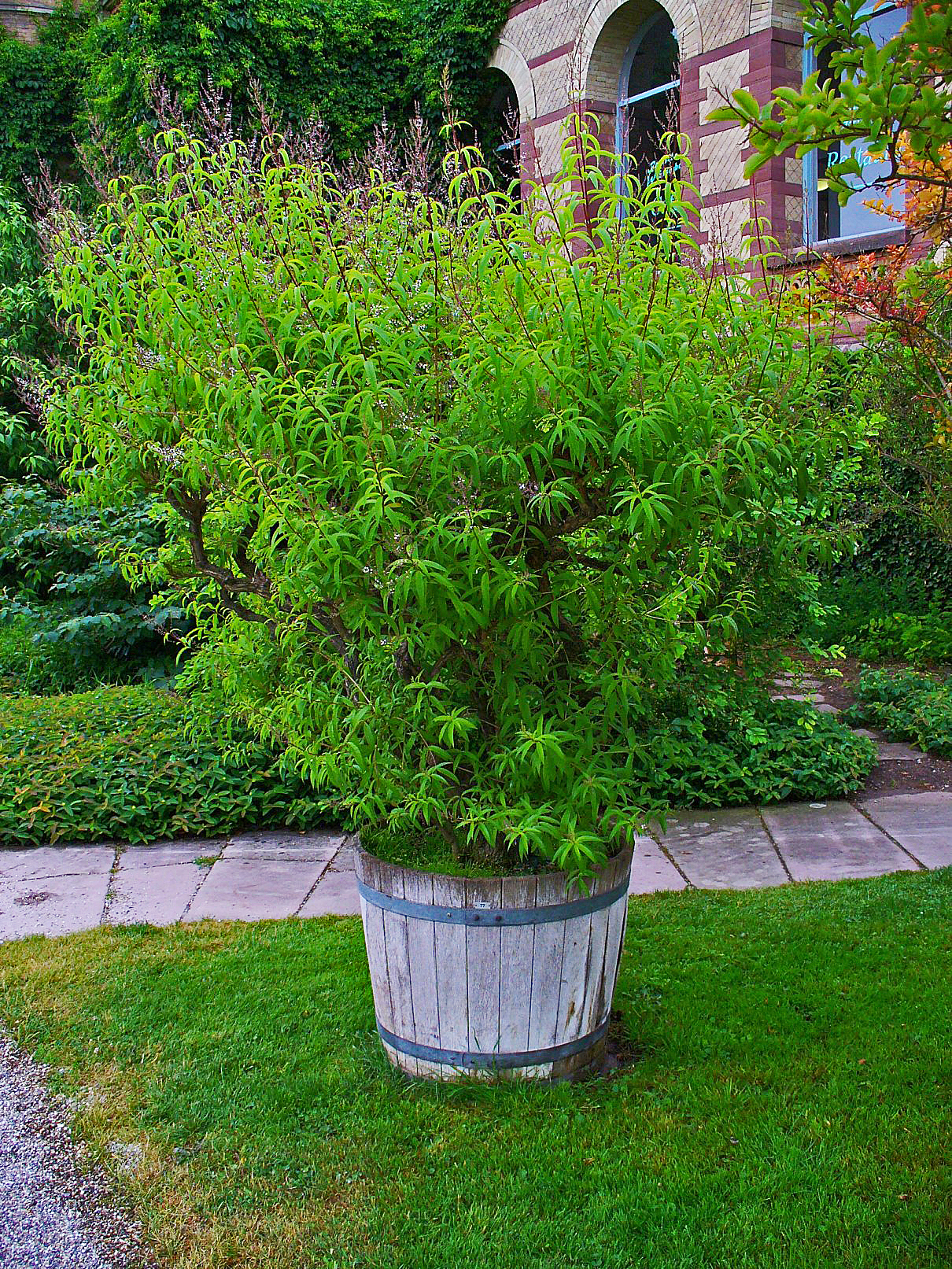
Citroenverbena in een pot

De plant bloeit met aren waaraan kleine paarse of witte bloemen verschijnen. Als de plant in een pot gekweekt wordt, zal deze mogelijk niet bloeien. In tropische landen is de plant groenblijvend, maar in koudere landen verliest de plant haar bladeren bij temperaturen onder 0 °C. Het hout is winterhard tot -10 °C. Als de plant op een beschutte plaats staat, overleeft ze milde winters, om dan laat uit te lopen. In de tuin verkiest zij een plaats in de halfschaduw. 

## Toepassingen
De bladeren van de plant wordt vaak gebruikt om er een kruidenthee (tisane) van te bereiden, die verveine genoemd wordt. De blaadjes zijn in gedroogde vorm in de handel met dat doel, maar ook van de verse bladeren kan thee worden gezet. 

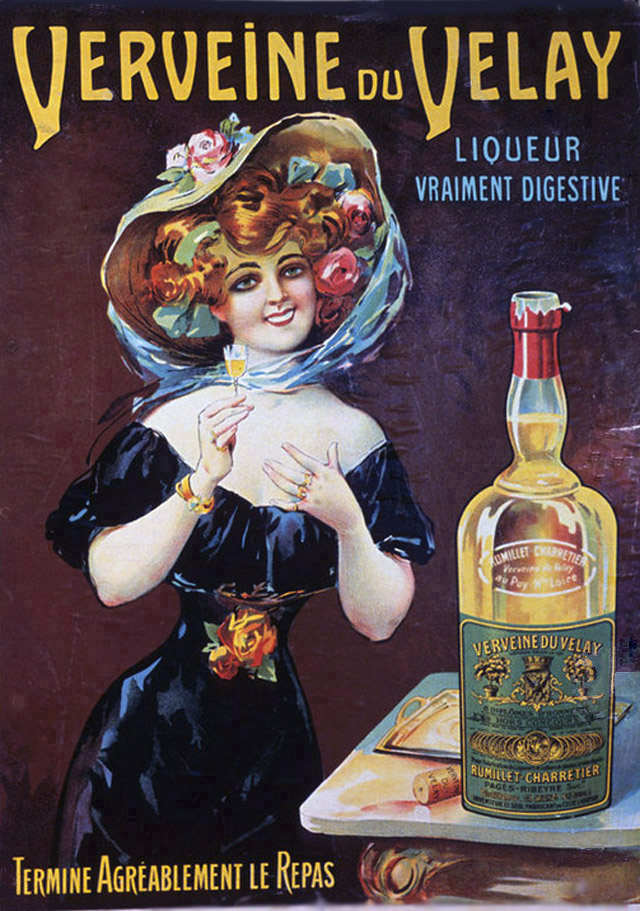
Reclameposter voor Verveine du Velay uit 1900

Het kruid wordt ook gebruikt in parfums. Zo schreef Busken Huet in zijn boek Lidewyde over een brief, geparfumeerd met verveine.
Als smaakmaker wordt het toegepast in panna cotta, maar ook in hartige gerechten, waarbij het net als een laurierblad enige tijd moet meestoven.
Het kruid wordt ook gebruikt in een groene likeur, Verveine du Velay.

### Geneeskundige toepassingen
De plant wordt in de traditionele geneeskunde van Zuid-Amerika gebruikt tegen buikklachten. In Cuba wordt ze gebruikt tegen slapeloosheid, in Guatemala tegen parasieten en in Paraguay tegen hartkloppingen. Onderzoek uit 2022 laat zien dat dagelijks gebruik een subjectief stressverlagend effect heeft en ook het cortisolniveau verlaagt.

## Geschiedenis
De eerste Europese botanicus waarvan bekend is dat hij de plant opmerkte, was de Fransman Philibert Commerson. Hij trof de plant rond 1767 aan in Buenos Aires, toen hij daar een botanische reis maakte samen met Louis Antoine de Bougainville. De plant was echter al eerder geïmporteerd in de Koninklijke Botanische Tuin in Madrid. Twee hoogleraren, Casimiro Gómez Ortega en Antonio Palau y Verdera, gaven de plant de wetenschappelijke naam Aloysia citrodora en noemden het kruid "Yerba de la Princesa" (prinsessenkruid) in het Spaans. Dit laatste was bedoeld als eerbetoon aan Maria Louisa van Parma, de echtgenote van de toenmalige beschermheer van de tuin, kroonprins Carlos de Borbon, de latere Karel IV. De naam werd echter pas in 1784 gepubliceerd in het eerste deel van Palau's Parte práctica de botánica.
Onofficiële pogingen om de plant te importeren uit Spaans Amerika lukten zelden: toen een andere Franse botanicus, Joseph Dombey, in 1785 zijn collecties in Cadiz uitlaadde, werden de planten in beslag genomen en achtergelaten om te verrotten in de opslagruimte. Dombey kreeg zelfs geen toestemming om zaden te planten. Van de handvol planten die Dombey gedurende acht jaar in Lima had verzameld, overleefde alleen de citroenverbena.  Gómez Ortega stuurde zaden en exemplaren van de plant naar Charles Louis L'Héritier de Brutelle in Parijs; L'Héritier publiceerde erover als Verbena triphylla in zijn Stirpes Novae, gepubliceerd in december 1785 of januari 1786. John Sibthorp, hoogleraar botanie in Oxford, kreeg een exemplaar uit Parijs, dat hij introduceerde in de Britse tuinbouw: tegen 1797 was citroenverbena te vinden in kassen rond Londen. De populariteit als onderdeel van een geurig boeket nam in de volgende eeuw verder toe. 